# Gare de Barrême
La gare de Barrême est une gare ferroviaire française de la ligne de Nice à Digne, située sur le territoire de la commune de Barrême, dans le département des Alpes-de-Haute-Provence.
Gare CFCF - CF de Provence avec personnel, desservie tous les jours. 

## Situation ferroviaire
Établie à 726 mètres d'altitude, la gare de Barrême est située au point kilométrique (PK) 118,758 de la ligne de Nice à Digne, entre les gares de Moriez et de Chaudon-Norante (s'intercale la halte fermée de Poil - Majastres.

## Histoire
La gare de Barrême est mise en service le 15 mai 1892.

## Service des voyageurs

### Accueil
La gare dispose d'un guichet ouvert tous les jours, d'un abri chauffé, de bancs et d'un quai empierré et éclairé.

### Desserte
Barrême est desservie par les chemins de fer de Provence, le « train des Pignes » sur la Ligne Nice - Digne (4 a/r par jour).

Quais, voies et desserte en 2013
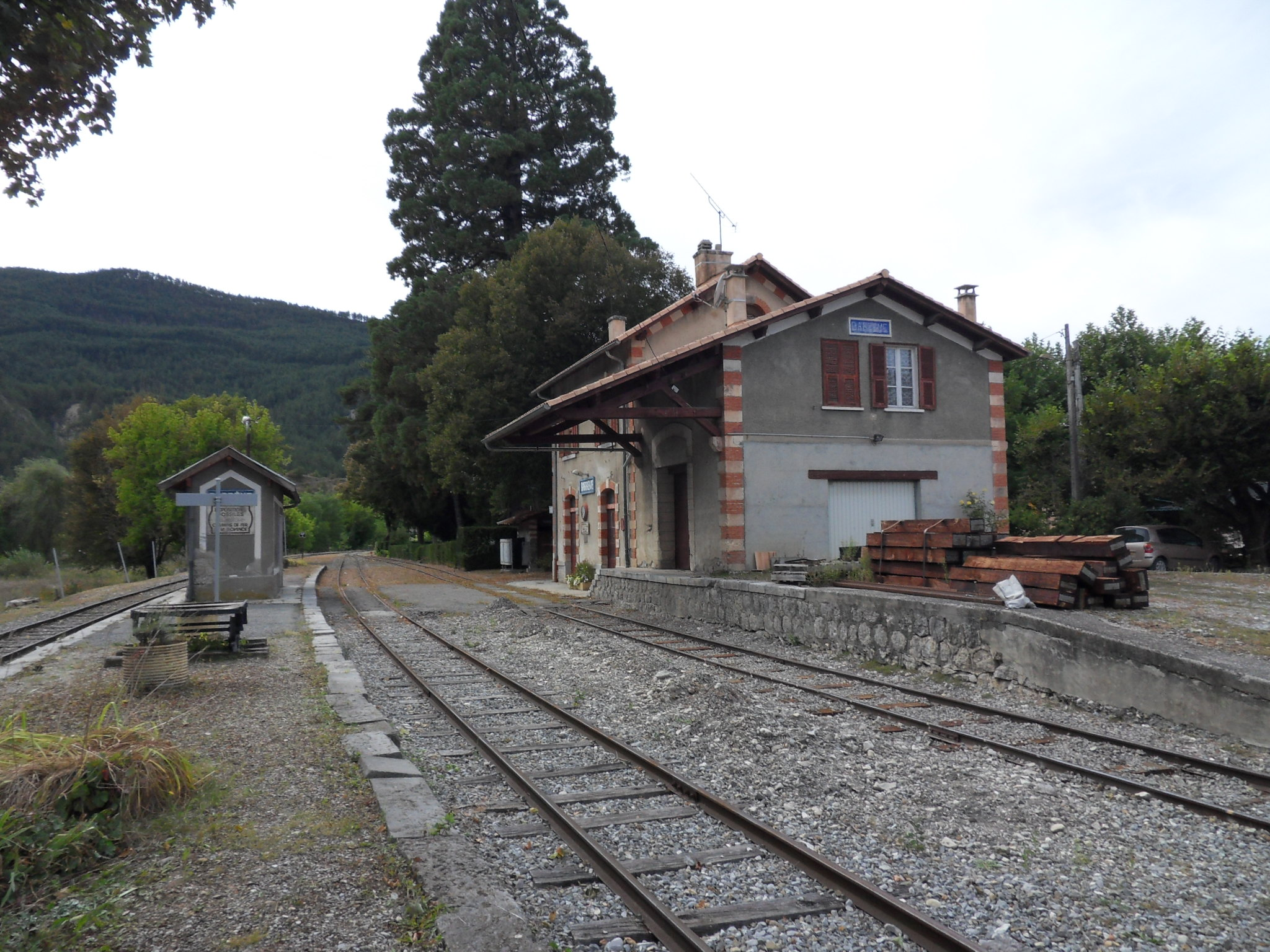
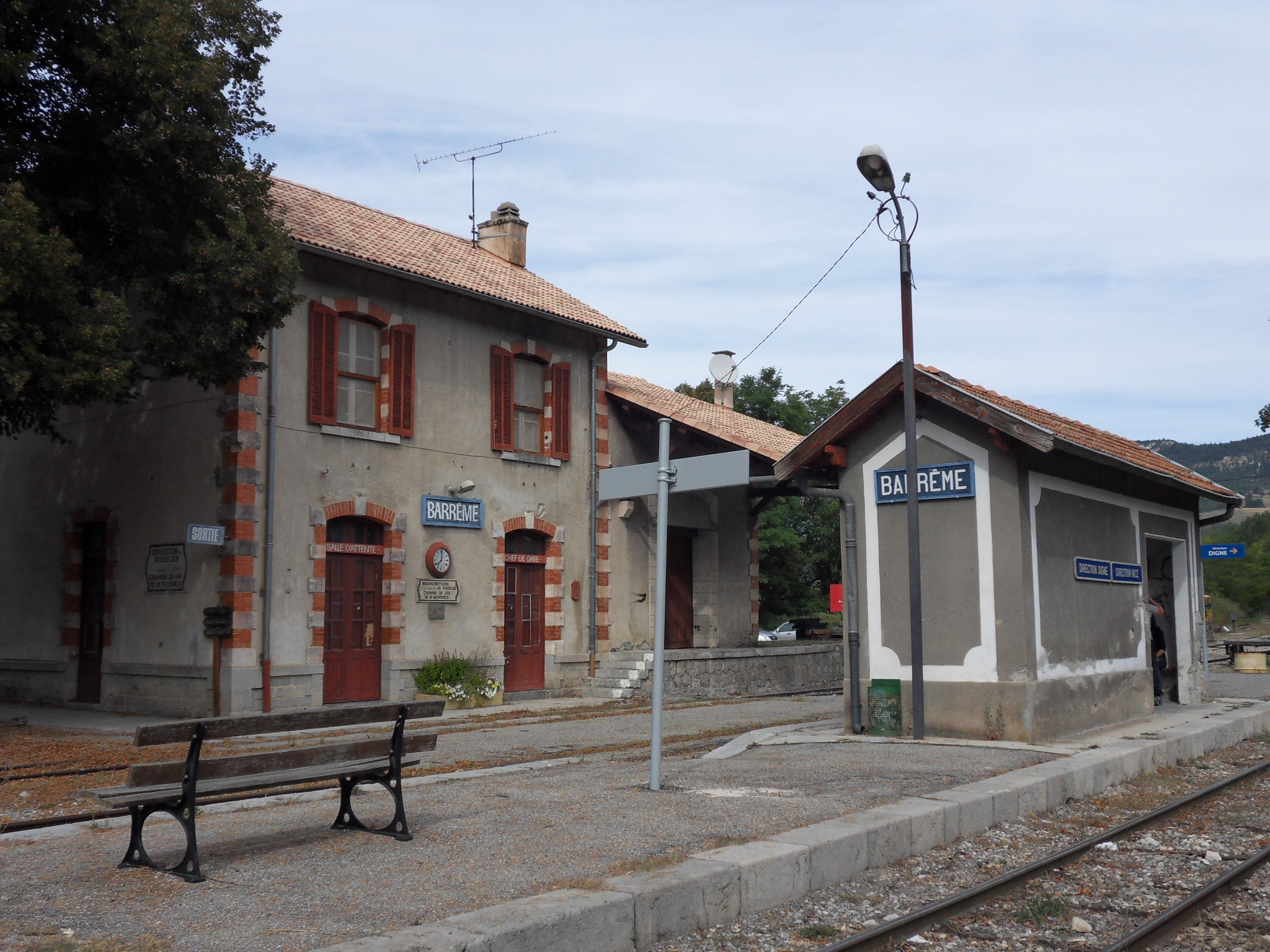
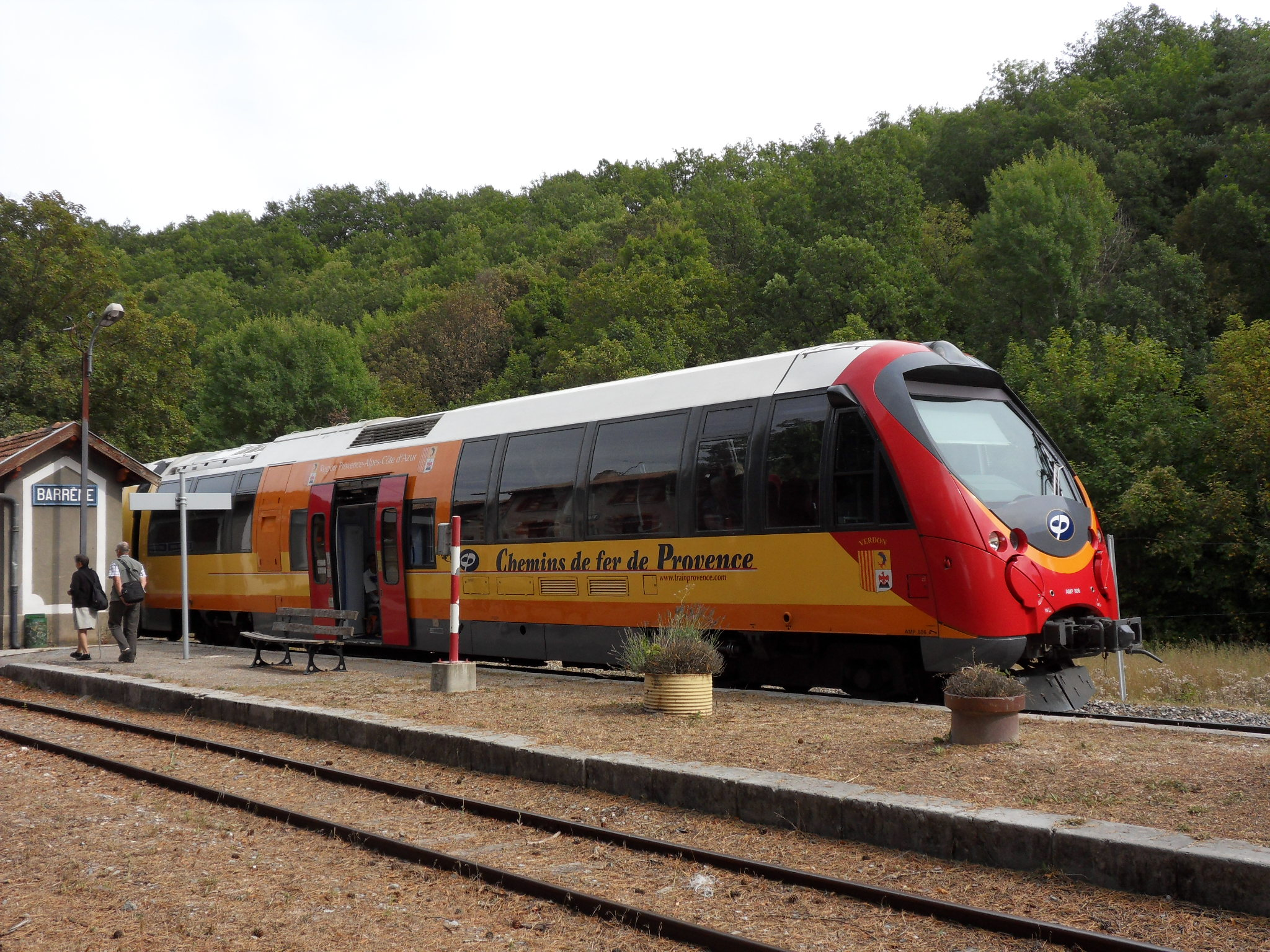

## Patrimoine ferroviaire
Le bâtiment de type 3e classe ouvert en 1892 est toujours présent sur le site.